# 臺北帝國大學熱帶醫學研究所
25°02′33″N 121°31′11″E / 25.042386°N 121.519652°E

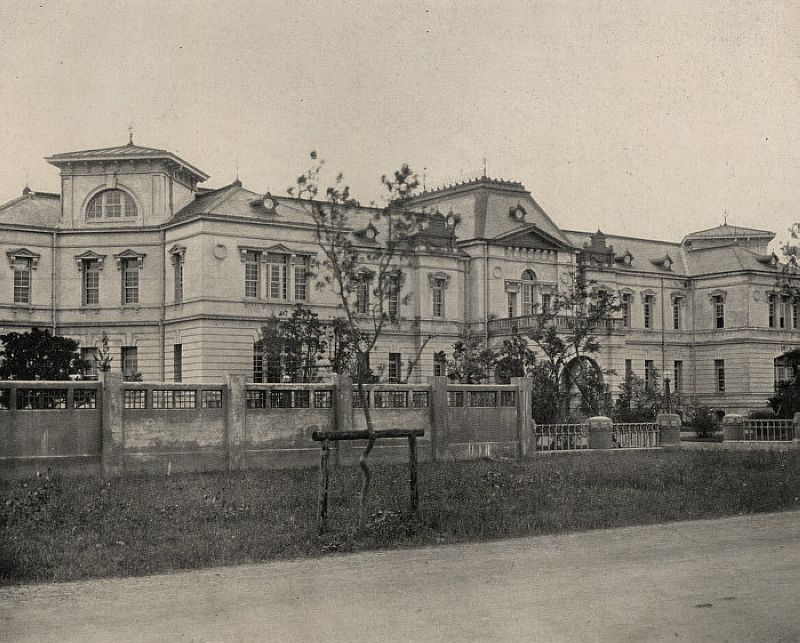
熱帶醫學研究所廳舍（原為中央研究所廳舍）

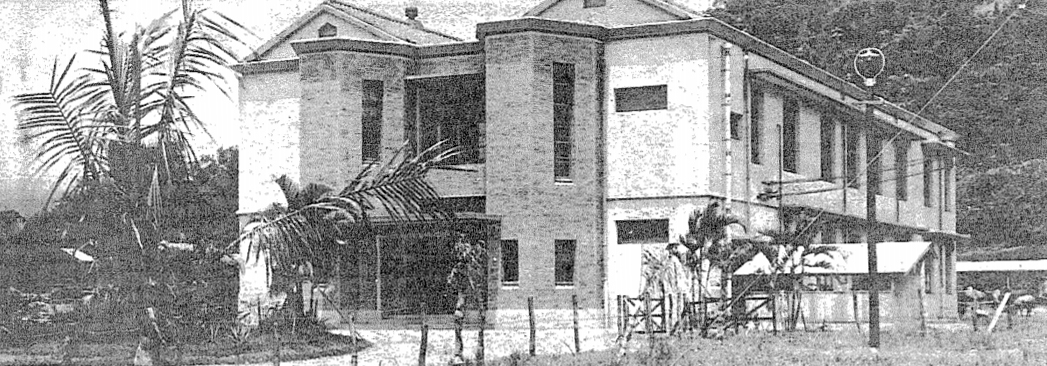
熱帶醫學研究所士林支所本館正面

臺北帝國大學熱帶醫學研究所為1939年成立的熱帶醫學研究機構，位在臺北市（現址為教育部），其前身為台灣總督府於1909年設立「總督府研究所」之「衛生學部」。

## 歷史

### 日治時期
日本政府治台之初，臺灣總督府即在1896年設置製藥所，以製造鴉片為主要業務，但也辦理藥品檢驗與食品衛生相關的化學分析業務。
在臺灣總督府醫學校高木友枝校長的提案下，總督府於1909年廢止製藥所，改設「臺灣總督府研究所」，下設「衛生學部」、「化學部」與所長專屬學部。
1921年，台灣總督府整合各研究機構，將原有的「總督府研究所」擴編，改制設立「臺灣總督府中央研究所」，下設農業、林業、工業、衛生等四部。其中，衛生部以熱帶醫學為研究主軸，並開始研發疫苗。
1928年，衛生部下增設「醫動物學及瘧疾研究室」，投入瘧疾相關研究，隔年又增設「瘧疾治療實驗所」，進行瘧疾治療用藥的試驗研究。
1936年，臺北帝國大學增設醫學部，並將臺北醫學專門學校併入，成為臺北帝國大學附屬醫學專門部。
1939年4月28日，總督府廢止中央研究所，其下的研究部門各自獨立，包括農業試驗所、林業試驗所、工業研究所，而原中央研究所衛生部、臺中藥品試驗支所和臺南藥品試驗支所則改制為隸屬於臺北帝國大學的熱帶醫學研究所，首任所長由臺北帝大校長三田定則兼任。
熱帶醫學研究所其下分為庶務課、化學科、熱帶病學科、熱帶衛生學科和細菌血清學科，後來又增設厚生醫學科，共五科。原台中和台南藥品試驗支所改為支所，並新設士林支所。士林支所建築為1936年11月動工，1939年4月完工。其中臺中與臺南支所附設瘧疾治療實驗所，從事瘧蚊調查和治療藥物研究。
熱研所規模盛大，全盛時期的員工人數達四百多名，主要研究員由臺北帝大醫學部教授擔任，並擁有總督府警務局衛生課權力，研究經費、設備與人力資源皆相當充沛，也產出相當豐碩的研究成果，躋身為當時世界三大熱帶病研究機構。熱研所不僅投入熱帶醫學、藥物與衛生研究調查，也辦理衛生技術人員訓練，並在戰爭期間更製造大量疫苗，提供給日軍控制地區作疫病防治之用。
化學科從事與藥品和衛生化學相關的研究調查，和相關藥品與飲食物的分析檢定；熱帶病學科從事與熱帶病病原預防治療相關的調查研究和臨床試驗；熱帶衛生學科從事熱帶地區保健衛生的研究調查；細菌血清學科從事與細菌性疾病病原預防治療相關的調查研究和臨床試驗，以及治療物的鑑定與效力檢定。台中支所和台南支所負責地方衛生用藥品的試驗與檢定，士林支所則是從事細菌學的研究。杜聰明在擔任台北帝國大學教授期間，曾兼任熱帶醫學研究所熱帶病學科所員。
| 名稱                   | 位置                             | 備註                     |
| ---------------------- | -------------------------------- | ------------------------ |
| 熱帶醫學研究所         | 臺北州臺北市幸町                 | 原中央研究所廳舍         |
| 熱帶醫學研究所士林支所 | 臺北州七星郡士林街福德洋字山子腳 | 現為中華民國憲兵梅莊營區 |
| 熱帶醫學研究所臺中支所 | 臺中州臺中市利國町               | 臺中州廳構內             |
| 熱帶醫學研究所臺南支所 | 臺南州台南市鹽埕                 |                          |

### 戰後發展
在二戰後，杜聰明受命為國立台灣大學醫學院兼第一附屬醫院院長，並接任熱帶醫學研究所所長。此時期日籍教授離台，而由於資金短缺無法發出人員薪資，大批台籍技術人員亦紛紛離職，造成熱研所專業人力大量流失。1946年，熱研所將原有的五科改組為四系：病理學系、細菌血清學系、衛生學系和化學系。
熱研所的衛生學系，由1946年來臺的中國學者陶晶孫教授主持，下設有熱帶衛生研究室、環境衛生研究室、社會衛生研究室、生理營養研究室，各研究室的教師分別為柯源卿講師、陳拱北講師、陶晶孫教授，以及留任的日籍教授細谷雄二。衛生學系在陶晶孫教授的領導下，停止了熱帶衛生研究，改以社會醫學與調查為研究主軸，包括工業衛生、學校衛生，以及衣、食、住等面向的民生調查。
1948年，熱研所經教育部核准開始招生，但僅辦理一次招生，也僅收兩位學生，其中一位是甫自臺大醫學院醫科畢業的林家青，之後成為臺大公衛所創所時期的教師。
1948年，美國「洛克斐勒基金會」的專家蘭安生(John B. Grant)來台考察，對當時熱研所的研究取向提出嚴厲批評，並建議臺大傅斯年校長成立獨立的公衛教學研究機構。原本就想整頓熱研所的傅斯年校長採納此意見後，在1950年11月的行政會議中，決議改組熱研所，在疫苗研究方面，決議與省政府合作；在公共衛生方面，決議採納John B. Grant的建議，由臺大接受農復會補助，自行設置獨立的研究機構。然而傅校長不幸在同年12月猝逝，熱研所改組計畫由續任的錢思亮校長繼續執行，但公衛所的人員配置卻因農復會經費受阻等因素，而比原先規劃的規模縮減不少。
1951年九月，熱研所改組：原本專責藥品業務的化學科，改制為「臺灣省政府衛生處衛生試驗所」；原負責製造疫苗的士林支所，由臺大與省政府衛生處合作籌設，改制為「臺灣血清疫苗製造所」；研究單位則留在臺大醫學院，分別改組成立「血清疫苗研究所」與「公共衛生研究所」。

## 歷任首長
| 任次 | 肖像 | 姓名 (生–卒)         | 在任時間      | 在任時間       | 備註 |
| ---- | ---- | -------------------- | ------------- | -------------- | ---- |
| 1    |      | 三田定則 (1876–1950) | 1939年4月28日 | 1940年9月13日  |      |
| 2    |      | 下條久馬一 (1891–)   | 1940年9月13日 | 1945年10月25日 |      |